# Дебел дял
Дебèл дял е село в Северна България, община Габрово, област Габрово.

## География
Село Дебел дял се намира на около 11 km западно от центъра на град Габрово и 18 km юг-югоизточно от Севлиево. Разположено е в североизточните разклонения на Черновръшкия рид. Надморската височина в центъра на селото при църквата е около 527 m. През селото минава третокласният републикански път III-4404, на изток водещ през село Трънито към Габрово, а на северозапад през село Музга към село Гъбене.

## История
През 1978 г. дотогавашното населено място махала Дебел дял придобива статута на село.
На 12 юли 1868 г. село Дебел дял посреща четата на Хаджи Димитър, обезкръвена след битката на 9 юли в местността Канлъдере в землището на село Вишовград.

## Население
Населението на село Дебел дял наброява 638 души при преброяването към 1934 г. и намалява до 115 към 1992 г., наброява 66 души (по текущата демографска статистика за населението) към 2019 г.
Преброяване на населението през 2011 г.
Численост и дял на етническите групи според преброяването на населението през 2011 г.:
|                     | Численост | Дял (в %) |
| Общо                | 77        | 100,00    |
| Българи             | 75        | 97,40     |
| Турци               | 0         | 0,00      |
| Цигани              | 0         | 0,00      |
| Други               | 0         | 0,00      |
| Не се самоопределят | 0         | 0,00      |
| Неотговорили        | 0         | 0,00      |

## Личности
Дебел дял е родното място на светеца Лазар Български.